# Elezioni comunali in Trentino-Alto Adige del 1996
Le elezioni comunali in Trentino-Alto Adige del 1996 si sono tenute il 2 giugno e l'8 dicembre, con turni di ballottaggio il 2 giugno e il 16 giugno, per il rinnovo di 8 consigli comunali.

## Riepilogo sindaci eletti
Coalizione di centro-sinistra
     Commissario straordinario
| Provincia | Comune   | Sindaco uscente | Sindaco uscente | Sindaco eletto | Sindaco eletto   | Primo turno | Primo turno | Secondo turno | Secondo turno | Seggi   |
| Provincia | Comune   | Sindaco uscente | Sindaco uscente | Sindaco eletto | Sindaco eletto   | Voti        | %           | Voti          | %             | Seggi   |
| --------- | -------- | --------------- | --------------- | -------------- | ---------------- | ----------- | ----------- | ------------- | ------------- | ------- |
| Trento    | Rovereto |                 | Stelio Iuni     |                | Bruno Ballardini | 6.998       | 37,24       | 8.807         | 55,14         | 25 / 40 |

Fonte: 